# Patrick Dupond
Patrick Dupond (Paris, 14 de março de 1959 - Paris, 5 de março de 2021) foi um dançarino francês.

## Morte
Morreu em 5 de março de 2021, aos 61 anos, em Paris.